# Тим Шервуд
Тимоти Алан Шервуд (енгл. Timothy Alan Sherwood; Сент Олбанс, Енглеска 6. фебруар 1969) је енглески фудбалски тренер и бивши фудбалер.

## Трофеји

### Играчки
Блекберн роверси
- Премијер лига: 1994/95.[1]

Портсмут
- Прва дивизија: 2002/03.

Индивидуални
- Тим године: 1994/95.

### Тренерски
Астон Вила
- ФА куп финале: 2014/15.[2]

## Тренерска статистика
Ажурирано: 24. октобар 2015.
| Екипа      | Од                 | До                | ИГ | П  | Н | И  | Проц. поб. |
| ---------- | ------------------ | ----------------- | -- | -- | - | -- | ---------- |
| Тотенхем   | 16. децембар 2013. | 13. мај 2014.     | 28 | 14 | 4 | 10 | 50,0       |
| Астон Вила | 14. фебруар 2015.  | 25. октобар 2015. | 28 | 10 | 2 | 16 | 35,7       |
| Укупно     | Укупно             | Укупно            | 56 | 24 | 6 | 26 | 42,9       |